# Soulier d'or belge 1983
Le Soulier d'or 1983 est un trophée individuel, récompensant le meilleur joueur du championnat de Belgique sur l'ensemble de l'année 1983. Ceci comprend donc à deux demi-saisons, la fin de la saison 1982-1983, de janvier à juin, et le début de la saison 1983-1984, de juillet à décembre.

## Lauréat
Il s'agit de la trentième édition du trophée, remporté par l'ailier du RSC Anderlecht Franky Vercauteren. Il est le premier joueur anderlechtois primé depuis sept ans. Avec la victoire du club bruxellois en Coupe UEFA, tous les observateurs s'attendent à ce qu'un des joueurs de l'équipe remporte le Soulier d'Or. Vercauteren décroche donc le trophée, et devance sur le podium le milieu allemand de Beveren Heinz Schönberger, vainqueur de la Coupe de Belgique et futur champion en fin de saison, et l'attaquant international brugeois Jan Ceulemans

## Top 3
| Place | Joueur             | Nationalité | Club(s)        | Points |
| ----- | ------------------ | ----------- | -------------- | ------ |
| 1.    | Franky Vercauteren |             | RSC Anderlecht | 476    |
| 2.    | Heinz Schönberger  |             | KSK Beveren    | 231    |
| 3.    | Jan Ceulemans      |             | FC Bruges      | 153    |